# Grodno
Grodno (bjeloruski: Гродна, litavski: Gardinas, njemački: Garten, ruski: Гродно) je grad u zapadnoj Bjelorusiji u blizini granice s Poljskom i Litvom, upravno je središte Grodnenske oblast. 2020. godine grad je imao 355.900 stanovnika. 

## Zemljopis
Grad se nalazi u zapadnoj Bjelorusiji na rijeci Njemen, od granice s Litvom i Poljskom udaljen je 20 – 30 km.

## Stanovništvo
Godine 2020. u gradu je živjelo 355.900 stanovnika, dok je prosječna gustoća naseljenosti 2507 stan./km2
Po nacionalnosti gradsko stanovništvo čine Bjelorusi 62,3 %, najveća manjina su u gradu Poljaci kojih ima 78.707 stanovnika što je 24,8 % od ukupnoga broja stanovništva, ostale manjine su Rusi 10,1 %, Ukrajinci 1,8 %, i Gruzijci 0,4 %, Litavci 0,2 %, Tatari 0,2 % i ostalil 0,4 %.
Prema Paktu Ribbentrop-Molotov grad je postao dio Sovjetskoga Saveza te je nekoliko tisuća poljskoga stanovništva napustilo grad, odnosno bilo nasilno premješteno u udaljene krajeve Sovjetskoga Saveza. Dok je za vrijeme Drugoga svjetskoga rata grad bio dio Njemačke i zvao se Garten, u to vrijeme veliki broj Židova deportiran u nacističke logore.

## Poznate osobe
- Olga Korbut je umirovljena gimnastičarka bjeloruskog podrijetla koja je svoje medalje osvajala pod zastavom SSSR-a. Korbut je bila prava zvijezda na Olimpijskim igrama u Münchenu 1972. godine kada je osvojila tri zlatne medalje.

## Gradovi prijatelji
- Białystok Poljska
- Beograd, Srbija
- Nyírbátor, Mađarska
- Limoges, Francuska
- Minden, Njemačka[4][5]
- Himki, Rusija[6]

### Grad prijatelj Grodnenskog rajona
- Ščolkovo, Rusija